# Франконија
Франконија је немачка историјска регија која обухвата северне делове данашње Баварске и области које се са њом граниче на западу. Име је преживело у називима административних региона Доње Франконије, Средње Франконије и Горње Франконије али се првобитни регион протезао даље на запад до Шпејера, Мајнца и Вормса. 
Франконија је била једно од пет војводстава која су крајем 9. и почетком 10. века формирала Свето римско царство. 